# Podruda
Podruda (ukr. Підруда, Pidruda) – wieś na Ukrainie, w obwodzie tarnopolskim, w rejonie tarnopolskim. W 2001 roku liczyła 95 mieszkańców.
Do 2020 w rejonie trembowelskim.